# دم‌بادبزنی نیوزیلند
دم‌بادبزنی نیوزیلند (نام علمی: Rhipidura fuliginosa) نام یک گونه از سرده دم‌بادبزنی است.